# Jesus Skins
Jesus Skins ist eine christliche Oi!-Band aus Hamburg. Sie gilt als die Erfinderin und einzige Vertreterin der christlichen Oi-Musik in Deutschland.

## Geschichte
Die Band wurde im Frühling 1997 von Mathäus, Markus, Lukas und Johannes gegründet. Die Pseudonyme sind Anspielungen auf die vier Evangelisten. Mathäus, Markus und Lukas waren bereits in den 1980er Jahren als Kinder in einer kirchlichen Jugendgruppe aktiv und musizierten zusammen am Lagerfeuer bei den christlichen Pfadfindern. Nach einer London-Reise im Jahr 1991 begeisterte sich Mathäus für die englische Oi!-Szene und den dazugehörigen Skinheadkult und konnte auch seine Freunde mit der Begeisterung anstecken. Rasch fanden sich mehrere gläubige Oi!-Skinheads und Renees zusammen, die sich die Jesus Skins nannten. Danach kam mit Judas ein zweiter Gitarrist hinzu.
Im Dezember 1997 trat die Band zum ersten Mal auf. Wenig später wurde Judas wegen unchristlichen Verhaltens aus der Band ausgeschlossen und wurde durch Georg als zweiten Sänger ersetzt. Es folgten ausgedehnte Touren in Deutschland und im benachbarten Ausland.
Nach der Single 8 Fäuste für ein Halleluja veröffentlichten sie im Jahr 2002 das Album Unser Kreuz braucht keine Haken. Der Tonträger beschäftigt sich auf ironische Weise mit der Verbindung von Christen- und Skinheadtum. Eine Split-CD mit Jewdriver entstand 2004. Die Jesus Skins covern alte deutsche Punkklassiker und geben den Texten einen christlichen Anstrich. Unter anderem veränderten sie die Parole A.C.A.B. zu Alles Christen, alle breit und das Lied Für immer Punk der Goldenen Zitronen zu Für immer Christ. Bei diesem Lied sind als Gastsänger unter anderem Bela B. von Die Ärzte und Dirk Jora von Slime mit dabei. Im Jahr 2004 wurde Unser Kreuz braucht keine Haken neu aufgelegt, diesmal jedoch mit dem Stück 77 heißt Grüß Gott in einer zensierten Fassung, da Textzeilen des Liedes den Straftatbestand der „Beschimpfung von Bekenntnissen, Religionsgemeinschaften etc.“ erfüllen würden.
Teile der Jesus Skins spielten bis zu deren Auflösung 2012 bei der Hamburger Oi!-Band Eight Balls.

## Diskografie
- 1998: Seven Boots from Heaven (MC)
- 1998: Gospel Oi (MC)
- 1999: Im Auftrag des Herr’n (MC)
- 2001: 8 Fäuste für ein Halleluja (Single)
- 2002: Unser Kreuz braucht keine Haken (LP/CD)
- 2004: Neuer Wein aus alten Schläuchen / Hail the Jew Dawn (Split-CD/Picture Disc mit Jewdriver)
- 2007: Let the Bombs Fall (Split-LP/CD mit Small Town Riot, Eight Balls und The Detectors)